# RioMar Shopping (Aracaju)

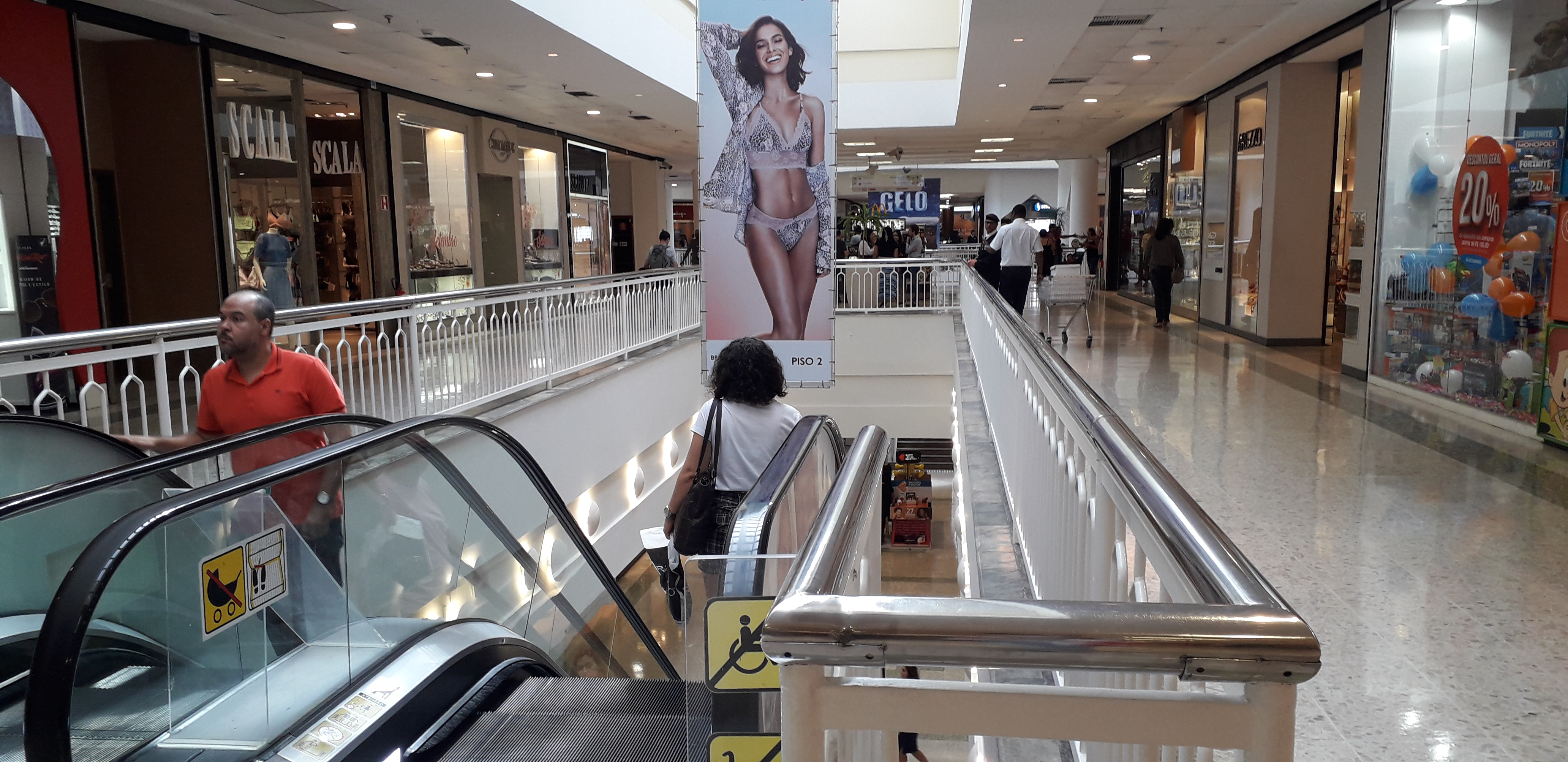
Corredor em frente ao Cinemark

O RioMar Shopping é o mais antigo shopping center de Aracaju, capital do estado brasileiro de Sergipe. Administrado pelo Grupo João Carlos Paes Mendonça -JCPM, o RioMar foi inaugurado em 1989 e atualmente possui 246 lojas, sendo 8 âncoras e 7 mega-lojas, 7 salas de cinema da rede Cinemark destas, 2 são salas Bistrô e 2.339 vagas de estacionamento.

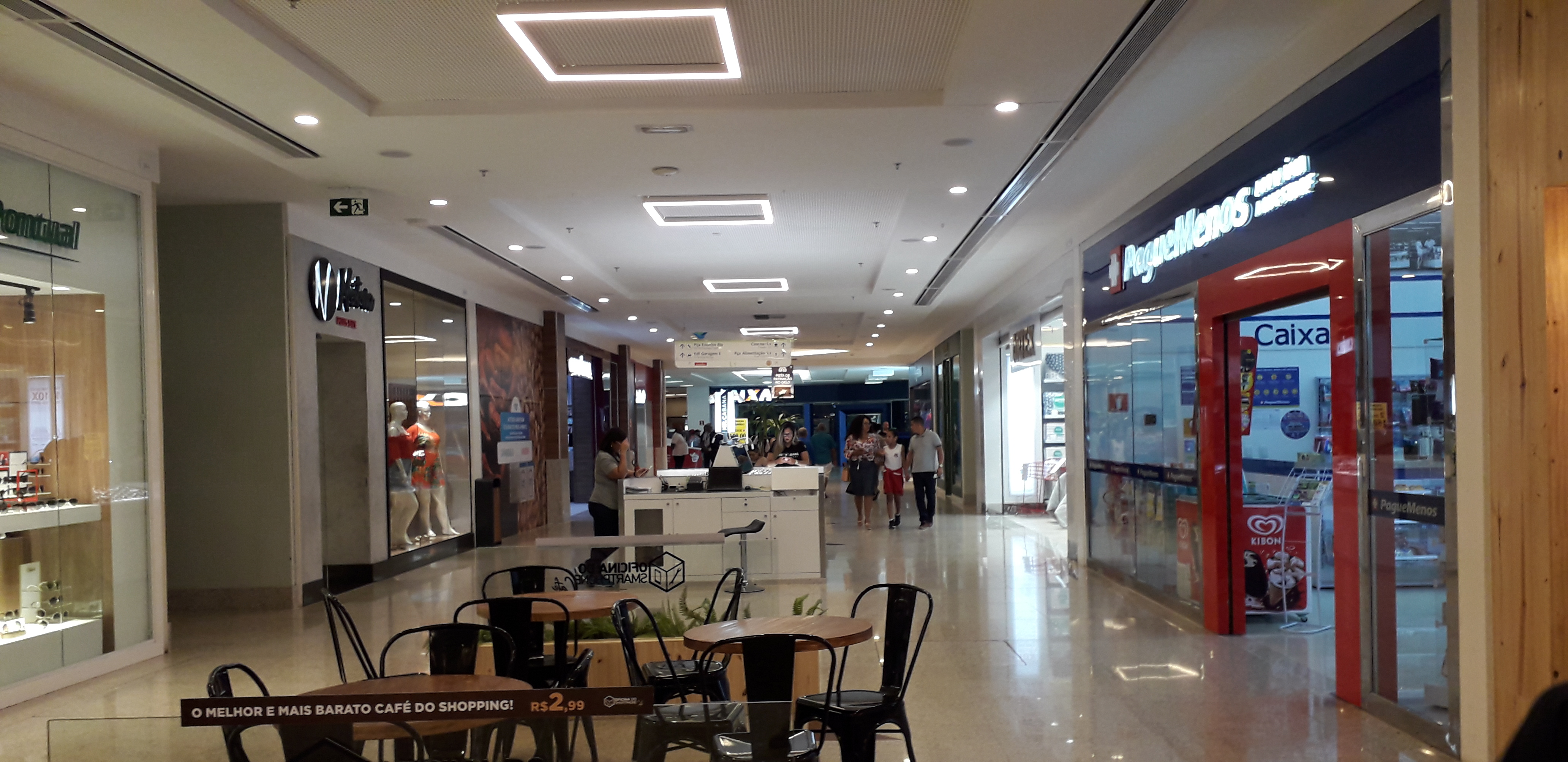
Corredor da Lojas Americanas

As lojas âncoras são: GBarbosa, Preçolandia, Le Biscuit, Leader, Marisa, C&A e Renner, Lojas Americanas, Polo Wear, Riachuelo e Kalunga. As mega lojas são: Casas Bahia, Centauro, Saraiva, Polishop e PB Kids.
Marcas como Brooksfield, VR Menswear, Les Lis Blanc, Animale, Farm, Osklen, BobStore, Richards e Calvin Klein Jeans estão entre as principais lojas do shopping.  
Atualmente, o RioMar Shopping dispõe de duas praças de eventos no primeiro piso, duas praças de alimentação com 26 operações e possui um Game Station para lazer e diversão de todos. 
Ao lado do RioMar, está localizado o Quality Hotel, um dos principais hotéis de Aracaju.
Localizado próximo à Avenida Beira Mar.

## Datas Importantes
Em 29 de outubro de 2010, o shopping passa a contar com uma sala 3D, sendo esta a sala 5, sendo a primeira sala de cinema 3D do estado de Sergipe. 
O Cinemark RioMar Aracaju, possui todas as suas 5 salas com projeção Digital.
Em 29 de novembro de 2010, a loja Casas Bahia inaugura sua primeira filial em Sergipe, sendo localizada no primeiro piso do shopping.
Em 25 de outubro de 2017, a Kalunga e Polo Wear, inauguram sua primeira loja em Sergipe, sendo localizada no primeiro e segundo piso do shopping, respectivamente. 

## Revitalização do Shopping
Em 2007, o centro de compras deu início a um processo de revitalização que inclui novo sistema de ar-condicionado, ampliação do estacionamento, reforma do mall, recuperação dos acessos e mudança na fachada.

### 1ª Expansão -2008
Em 27 de Janeiro de 2008, o RioMar iniciou suas obras de expansão, concluídas em setembro deste mesmo ano, contando agora  com 33 mil m2 de ABL (área bruta locável), 05 âncoras, 4 megalojas e 111 lojas satélites operando.

### 2ª Expansão -2011
Em 31 de Maio de 2011, o Shopping Riomar inaugurou mais uma etapa de sua expansão no 2° andar. A expansão possui 6.500,00 m2, abrigando mais 2 lojas âncoras, 1 megaloja e 14 lojas satélites. Entre as novas lojas estão: Renner, Saraiva MegaStore, Carmen Steffens, My Place, Skyller, Calvin Klein Jeans, Animale, Farm, Luigi Bertolli, Água de Coco e Cantão.

### 3ª Expansão -2017
Foi anunciado, pela primeira vez, no dia 16 de novembro de 2011, mais um investimento no shopping. 
“Vamos elaborar o projeto, submeter às autoridades e, se Deus quiser, daqui a algum tempo estaremos comemorando essa ampliação que é praticamente um novo shopping”, declarou João Carlos Paes Mendonça.
O segundo anúncio da expansão veio em setembro de 2013 quando foi publicado por alguns portais de notícias que o projeto de expansão do RioMar tinha sido entregue a prefeitura de Aracaju. 
Em 4 de janeiro de 2016 tiveram inicio as obras de expansão do RioMar Shopping. No mês de agosto foi inaugurado o edifício garagem com 28,7 mil metros quadrados de área construída e o acréscimo de 950 vagas de estacionamento. Além disso, o shopping terá cerca de 93 novas lojas (incluindo uma nova praça de alimentação). A nova expansão do RioMar foi inaugurada no dia 25 de outubro de 2017.